# Zunanja poševna trebušna mišica
Zunanja poševna trebušna mišica (latinsko musculus obliquus externus abdominis) teče s spodnjih osmih reber postrani navzdol proti srednji ravnini in se z aponevrozo konča v rektusovi ovijalki in dimeljski vezi. Oživčujeta jo živca intercostales (T5 - T12) in lumbalis.
Zunanja poševna trebušna mišica fleksira prsni in ledveni del hrbtenice ter poteza prsni koš v svojo stran in rotira v nasprotno. Je pomožna ekspiratorna mišica. Sodeluje pri stabilizaciji medenice in trupa.